# Sári Attila
Sári Attila (Balatonfüred, 1976. szeptember 21. –) zenész, zeneszerző, előadóművész.

## Életpályája
Kisgyermek kora óta érdeklődött a zene iránt, ezért a balatonfüredi Bem József Általános Iskola zenei tagozatára iratkozott, és 8 éves korától játszott zongorán. Egy hangszálcsomó-műtét miatt a 4. osztálytól az Eötvös Loránd Általános Iskola normál tagozatán kellett folytatnia tanulmányait. Az általános iskola elvégzése után felvételt nyert a veszprémi Zeneművészeti Szakközépiskolába.
A komolyzene mellett a könnyűzene is nagy hatással volt rá, ezt azonban a szigorú, olykor dogmatikus zeneiskolai alapelveket követő tanárok nem nézték jó szemmel. Sári Attila ezért egy könnyűzenei stúdióban tanult a zenéről tovább, ahol sikeresen vizsgázott.
2000-ben megírta első önálló musicaljét, A Kis Herceg címmel, melyet számos alkalommal adtak elő Magyarországon.

## Szerzeményei
- A Kis Herceg musical, (2000)
- Tündérmese musical, (2008)
- Számos reklám-, oktató-, és természetfilm-zene (2000-2008)

## Közreműködései
- 2001-2003. között a veszprémi Várkoncert sorozat zenei főmunkatársaként az esemény zenei hátteréért egy személyben felelt.
- Az I-III. Országos Énekverseny (1998-2001) és a Dal-Via-Dal Nemzetközi Egyéni Énekverseny (2005-2007) számos kategóriagyőztese az általa készített zenei kísérettel adta elő győztes produkcióját.

## Külső hivatkozások
- Sári Attila zeneszerző hivatalos honlapja Archiválva 2008. április 14-i dátummal a Wayback Machine-ben